# The Best of Otis Redding
The Best of Otis Redding è un album raccolta di Otis Redding, pubblicato dalla ATCO Records nel 1972.

## Tracce
Lato A
1. Shake – 2:39
2. Ole Man Trouble – 2:35
3. Good to Me – 3:44
4. I Can't Turn You Loose – 2:36
5. I've Been Loving You Too Long (To Stop Now) – 3:12
6. Tell the Truth – 3:05

Lato B
1. (I Can't Get No) Satisfaction – 2:45
2. Cigarettes and Coffee – 3:58
3. Down in the Valley – 2:57
4. These Arms of Mine – 2:32
5. Tramp – 3:01
6. Fa-Fa-Fa-Fa-Fa (Sad Song) – 3:39

Lato C
1. Try a Little Tenderness – 3:48
2. Rock Me Baby – 3:28
3. That's How Strong My Love Is – 2:27
4. My Girl – 2:54
5. Love Man – 2:17
6. A Change Is Gonna Come – 4:22

Lato D
1. Just One More Day – 5:11
2. Respect – 2:07
3. Pain in My Heart – 3:07
4. My Lover's Prayer – 2:05
5. Chain Gang – 2:57
6. You Don't Miss Your Water – 2:50
7. (Sittin' on) The Dock of the Bay – 2:43